# Franz Joseph Emil Fischer
Franz Joseph Emil Fischer (ur. 19 marca 1877 we Fryburgu Bryzgowijskim, zm. 1 grudnia1947 w Monachium) – niemiecki chemik, wraz z Hansem Tropschem odkrył proces pozwalający na wytwarzanie benzyny syntetycznej, nazywany syntezą Fischera-Tropscha.
Studiował chemię w Monachium i Fryburgu Bryzgowijskim, doktoryzował się w 1899 r. w Gießen, gdzie zajmował się chemią fizyczną, a zwłaszcza elektrochemią. Habilitację uzyskał w 1903 r. we Fryburgu Bryzgowijskim w Instytucie Chemii Fizycznej. W 1904 zatrudnił się u Emila Fischera w Instytucie Chemicznym Uniwersytetu Berlińskiego. W 1911 został profesorem zwyczajnym elektrochemii na Uniwersytecie Technicznym w Berlinie. W 1914 objął kierownictwo Instytutu Towarzystwa Cesarza Wilhelma (obecnie: Instytut Maxa Plancka) zajmującego się badaniami nad węglem. W 1943 przeszedł na emeryturę.